# Nicola Gess
Nicola Gess (* 16. August 1973 in Bielefeld) ist eine deutsche Literaturwissenschaftlerin und Professorin für Germanistik an der Universität Basel.

## Leben
Gess studierte Literaturwissenschaft und Musikwissenschaft an der Universität Hamburg und an der Princeton University, sowie parallel dazu Querflöte und Musikpädagogik an der Hochschule für Musik und Theater Hamburg. 1998 erhielt sie ihr Diplom in Diplommusikpädagogik, 1999 erwarb sie an der Princeton University den Master of Fine Arts im Music Department und 2001 den Master of Arts im German Department. Im Anschluss war sie Stipendiatin des DFG-Graduiertenkollegs Codierung von Gewalt im medialen Wandel an der Humboldt-Universität zu Berlin und promovierte 2004 an der Princeton University und zugleich an der HU Berlin. Die Dissertationsschrift „Gewalt der Musik. Literatur und Musikkritik um 1800“ erschien 2006 im Freiburger Rombach Verlag.
In den Jahren 2003–2006 und 2008–2010 arbeitete Gess als wissenschaftliche Mitarbeiterin am Peter Szondi-Institut für Allgemeine und Vergleichende Literaturwissenschaft der Freien Universität Berlin sowie 2007 als Akademische Rätin an der Universität Regensburg. Von 2003 bis 2005 war sie außerdem Stipendiatin der „Akademie Musiktheater heute“ der Kulturstiftung der Deutschen Bank. Sie habilitierte sich im Dezember 2012 an der Freien Universität Berlin mit der Habilitationsschrift „Primitives Denken. Wilde, Kinder und Wahnsinnige in der literarischen Moderne (Müller, Musil, Benn, Benjamin)“, die 2013 im Fink Verlag erschien.
2010 folgte sie einem Ruf nach Basel, wo sie seitdem als Professorin für Neuere deutsche Literaturwissenschaft und Allgemeine Literaturwissenschaft lehrt. In 2016 war sie Gastwissenschaftlerin am MPI für Wissenschaftsgeschichte, in 2017 Fellow am Internationalen Kolleg Morphomata der Universität Köln, in 2019 war sie Gastwissenschaftlerin am Leibniz-Zentrum für Literatur- und Kulturwissenschaften (ZFL) und im Jahr 2020 Senior Fellow an der DFG-Kolleg-Forschungsgruppe Imaginarien der Kraft der Universität Hamburg und im Jahr 2023 Gastwissenschaftlerin am SFB 948 Helden Heroisierungen Heroismen der Universität Freiburg.

## Forschungstätigkeit
An der Universität Basel leitete Gess das Forschungsprojekt «Die Visualität der Barockoper» am Nationalen Forschungsschwerpunkt Eikones, das SNF-Sinergia «Poetik und Ästhetik des Staunens» und seit 2018 leitet sie an der Universität Basel das SNF-Sinergia „The Power of Wonder“. Seit 2019 leitet sie das SNF-Forschungsprojekt „Halbwahrheiten. Wahrheit, Fiktion und Konspiration im ‚postfaktischen Zeitalter‘“. Darüber hinaus war sie bis 2020 Mitglied des EU-COST Research Networks Comparative Analysis of Conspiracy Theories in Europe und bis 2016 Mitglied des DFG-Netzwerks Hör-Wissen im Wandel.
Gess’ Forschungsschwerpunkte liegen im Bereich der Intermedialitätsforschung (Literatur/Musik, Sound-Studies), auf dem Feld der Ästhetik und Poetik (v. a. Arbeiten zur Poetik des Staunens), sowie in der Erforschung des Literarischen Primitivismus und der Interferenzen von Literatur, Ethnologie und Psychologie im frühen 20. Jahrhundert. Seit 2017 setzt sich Gess auch verstärkt mit literatursoziologischen Fragestellungen auseinander. Über ihr Buch «Halbwahrheiten. Zur Manipulation von Wirklichkeit» (2021), das den «postfaktischen» Diskurs mit Methoden der Narratologie und Fiktionstheorie untersucht, schrieb Gregor Dotzauer im Tagesspiegel: «Die Halbwahrheiten demonstrieren, wozu eine im Wettbewerb der Disziplinen manchmal für obsolet erklärte Literaturwissenschaft in diesen politisch aufgeheizten Zeiten in der Lage ist». Im Anschluss an ihr Buch wurde Gess auch wiederholt als Expertin für Postfaktizität und Verschwörungstheorien eingeladen, z. B. auf Veranstaltungen des Deutschen Hygiene Museum Dresden, der Sendung Breitband (DLF Kultur), den Laboren des Zusammenlebens (Kulturstiftung des Bundes), den Herrenhäuser Gesprächen von NDR Kultur und Volkswagen-Stiftung und bei den Frankfurter Debatten über die Sprache der Deutschen Akademie für Sprache und Dichtung.

## Auszeichnungen
- 2019 Sonderpreis und Übersetzungsförderung des Buches Primitives Denken im Rahmen des Programms „Geisteswissenschaften international“, gefördert durch den Börsenverein des Deutschen Buchhandels, die Fritz Thyssen Stiftung, die VG Wort und Auswärtiges Amt.[20]
- Halbwahrheiten. Zur Manipulation von Wirklichkeit, im März 2021 auf der Sachbuchbestenliste von ZEIT[21], Deutschlandfunk Kultur[22] und ZDF[23], sowie auf der Sachbuchbestenliste von Die WELT[24], WDR 5, NZZ, ORF Radio Österreich[25].

## Bücher
- Renegaten. Konjunktur einer Kippfigur. Mittelweg 26. Zeitschrift des Hamburger Instituts für Sozialforschung, Hamburg 2023 (hg. zs. mit Carolin Amlinger, Lea Liese).
- Primitive Thinking. Figuring Alterity in German Modernity. De Gruyter (Reihe: Paradigms), Berlin 2022.
- Halbwahrheiten. Zu Manipulation von Wirklichkeit. Matthes & Seitz (Reihe: Fröhliche Wissenschaft), Berlin 2021.
- Staunen. Eine Poetik. Wallstein Verlag (Reihe: Kleine Schriften zur literarischen Ästhetik und Hermeneutik), Göttingen 2019.
- mit Agnes Hoffmann, Annette Kappeler (Hrsg.): Belebungskünste : Praktiken lebendiger Darstellung in Literatur, Kunst und Wissenschaft um 1800, Wilhelm Fink Verlag, Paderborn 2019, ISBN 978-3-7705-6292-3.
- mit Mireille Schnyder (Hrsg.): Poetiken des Staunens. Narratologische und dichtungstheoretische Perspektiven, in der Reihe: Poetik und Ästhetik des Staunens (Reihenhg. Gess/Schnyder). Paderborn: Fink, 2019.
- mit Natascha Adamowsky (Hrsg.): Archäologie der Spezialeffekte. Paderborn: Fink, 2018, ISBN 978-3-7705-6266-4.
- mit Annette Kappeler, Jan Lazardzig (Hrsg.): „Images d’action“. Claude-François Ménestrier’s Theoretical Writings on Festivals and Performing Arts: Translation and Commentary. Paderborn: Fink, 2018.
- mit Mireille Schnyder (Hrsg.): Staunen als Grenzphänomen, in der Reihe: Poetik und Ästhetik des Staunens (Reihenhg. Gess/Schnyder). Paderborn: Fink, 2017.
- mit Alexander Honold (Hrsg.): Handbuch Literatur und Musik, in der Reihe: Handbücher zur kulturwissenschaftlichen Philologie (Reihenhg. Benthien/Matala de Mazza/Wirth). Berlin: De Gruyter, 2017.
- Netzwerk Hör-Wissen im Wandel (Hrsg.): Wissensgeschichte des Hörens in der Moderne. Berlin: De Gruyter, 2017, ISBN 978-3-11-051972-3.
- mit Tina Hartmann, Dominika Hens (Hrsg.): Barocktheater als Spektakel. Maschine, Blick und Bewegung auf der Opernbühne des Ancien Regime. München: Fink (eikones-Reihe), 2015.
- mit Sandra Janßen (Hrsg.): Wissens-Ordnungen. Zu einer historischen Epistemologie der Literatur. Berlin: De Gruyter, 2014.
- Primitives Denken. Wilde, Kinder und Wahnsinnige in der literarischen Moderne (Müller, Musil, Benn, Benjamin). Fink, München 2013.[26]
- (Hrsg.): Literarischer Primitivismus. Berlin: De Gruyter, 2012.
- mit Tina Hartmann, Robert Sollich (Hrsg.): Barocktheater heute. Wiederentdeckungen zwischen Wissenschaft und Bühne. Bielefeld: Transcript, 2008.
- Gewalt der Musik. Literatur und Musikkritik um 1800, Rombach, Freiburg 2006, in zweiter Auflage 2011.[27]
- mit Manuela Schulz, Florian Schreiner (Hrsg.): Hörstürze. Akustik und Gewalt im 20. Jahrhundert. Würzburg: Königshausen & Neumann, 2005.

## Belege
1. ↑  Gess, Nicola. In: Kürschners Deutscher Gelehrten-Kalender Online. degruyter.com, abgerufen am 31. Juli 2021 (Begründet von Joseph Kürschner, ständig aktualisierte zugangsbeschränkte Onlineausgabe).
2. ↑  Gess Nicola | Deutsche Sprach- und Literaturwissenschaft. Abgerufen am 7. Juli 2021.
3. ↑  Alumni von „Akademie Musiktheater heute“, abgerufen am 1. Juli 2021.
4. ↑  Nicola Gess | MPIWG. Abgerufen am 7. Juli 2021.
5. ↑  Fellow beim Kolleg Morphomata der Universität Köln, uni-koeln.de, abgerufen am 1. Juli 2021.
6. ↑  Senior Fellows der DFG-Kolleg-Forschungsgruppe Imaginarien der Kraft, uni-hamburg.de, abgerufen am 17. Juli 2025.
7. ↑  Sommersemester 2023 — Helden - Heroisierungen - Heroismen - SFB948. Abgerufen am 1. März 2024.
8. ↑  Die Visualität der Barockoper. NCCR eikones 13–17, Modul 6. Archiviert vom Original am 9. Juli 2021; abgerufen am 17. Juli 2025.
9. ↑  SNF-Projekt Poetik und Ästhetik des Staunens. Abgerufen am 7. Juli 2021.
10. ↑  The Power of Wonder. Abgerufen am 7. Juli 2021.
11. ↑  Home | Halbwahrheiten. Wahrheit, Fiktion und Konspiration im 'postfaktischen' Zeitalter. Abgerufen am 7. Juli 2021.
12. ↑  EU-COST Research Networks Comparative Analysis of Conspiracy Theories in Europe. Abgerufen am 7. Juli 2021.
13. ↑  Forschernetzwerk "Hör-Wissen im Wandel". Abgerufen am 7. Juli 2021.
14. ↑  Schlechte Lügner gibt es schon zu viele. Abgerufen am 7. Juli 2021.
15. ↑  Die Rolle von Experten & die Bedeutung von Verschwörungstheorien in Zeiten der Corona-Krise (Veranstaltung des Deutschen Hygiene Museums Dresden). Abgerufen am 7. Juli 2021.
16. ↑  Wissenschaft in den Medien - "False Balance ist der größte Fehler der Journalisten". Abgerufen am 7. Juli 2021.
17. ↑  Labore des Zusammenlebens (Kulturstiftung des Bundes). Abgerufen am 7. Juli 2021.
18. ↑  Verschwörungstheorien - was steckt hinter der gefährlichen Faszination? Herrenhäuser Gespräche von NDR Kultur und Volkswagen-Stiftung. Abgerufen am 7. Juli 2021.
19. ↑  Verschwörungstheorien. Abgerufen am 1. März 2024.
20. ↑  Geisteswissenschaften International – Preis zur Förderung der Übersetzung geisteswissenschaftlicher Werke. Abgerufen am 7. Juli 2021.
21. ↑  Die Sachbuch-Bestenliste für März ZEIT. Abgerufen am 7. Juli 2021.
22. ↑  Sachbuchbestenliste März - Von Diskurswächtern und mittelmäßigen Lügnern. Abgerufen am 7. Juli 2021 (deutsch).
23. ↑  Leseempfehlungen: Sachbuch-Bestenliste für März 2021. Archiviert vom Original am 31. Mai 2022; abgerufen am 17. Juli 2025.
24. ↑  WELT: Beste Bücher: Die Sachbücher des Monats März 2021. In: Die Welt. 27. Februar 2021 (welt.de [abgerufen am 7. Juli 2021]).
25. ↑  oe1.orf.at: Sachbücher im März. Abgerufen am 7. Juli 2021.
26. ↑  Online verfügbar auf edoc unter: https://edoc.unibas.ch/48182/.
27. ↑  In einer zweiten, verbesserten Auflage von 2011 online verfügbar auf edoc unter: http://edoc.unibas.ch/46381/.

| Personendaten    | Personendaten                                                          |
| ---------------- | ---------------------------------------------------------------------- |
| NAME             | Gess, Nicola                                                           |
| KURZBESCHREIBUNG | deutsche Literaturwissenschaftlerin, Germanistin und Hochschullehrerin |
| GEBURTSDATUM     | 16. August 1973                                                        |
| GEBURTSORT       | Bielefeld                                                              |